# George Cave, 1:e viscount Cave
George Cave, 1:e viscount Cave, född 23 februari 1856, död 29 mars 1928, var en brittisk politiker.
Cave invaldes i parlamentet 1906 som konservativ och blev 1915 solicitor general och 1916 inrikesminister. Han övergick till överhuset 1918, efter att ha upphöjts till viscount. Cave var lordkansler i Andrew Bonar Laws ministär, vilken post han även innehade i Stanley Baldwins andra ministär. Från 1925 var han kansler för Oxfords universitet.